# 天主教加瓦教區
天主教加瓦教區（拉丁語：Dioecesis Gauana）是布基納法索一個羅馬天主教教區，屬博博迪烏拉索總教區。
教區成立於2011年11月30日，包括伊奧巴省和布古里巴省。2011年有教友19,074人（佔轄區總人口7.3%）、六個堂區、十四名司鐸。現任教區主教為莫代斯特·坎波。